# Kiso (kryssare)
Kiso (木曾) var den femte och sista av de fem lätta kryssarna i Kuma-klassen, som tjänstgjorde i den kejserliga japanska flottan under andra världskriget. Hon var uppkallad efter floden Kiso i centrala Honshū, Japan.

## Bakgrund
Efter byggandet av kryssarna i Tenryū-klassen blev det uppenbart att konceptet med små kryssare hade sina brister. I slutet av 1917 skrinlades planerna på ytterligare sex fartyg i Tenryū-klassen, plus tre nykonstruerade 7 200-tons (7 300 ton) spaningskryssare, till förmån för ett mellanfartyg i 5 500-tons (5 600 ton) klassen som kunde användas både som spaningsfartyg med lång räckvidd och hög hastighet och även som ledningsfartyg för jagar- eller ubåtsflottiljer.

## Design
Fartygen i Kuma-klassen var i huvudsak förstorade versioner av kryssarna i Tenryū-klassen, med högre hastighet, räckvidd och tyngre bestyckning.
Med förbättringar i tekniken för ångturbiner kunde fartygen i Kuma-klassen uppnå en hög hastighet på 36 knop (67 km/h) och en räckvidd på 9 000 nautiska mil (17 000 km) vid 10 knop (19 km/h). Antalet 14 cm/50 kanoner ökades från tre på Tenryū-klassen till sju på Kuma-klassen och det fanns plats för 48 sjöminor. Torpedtuberna ökades också till fyra dubbelmonterade: dock förblev Kuma-klassen mycket bristfällig i luftvärnsskydd, med endast två 8 cm/40 kanoner och två kulsprutor.
Kiso var unik i sin klass genom att hon ursprungligen byggdes med en flygplanshangar framför sin brygga, vilket gjorde att hennes brygga var högre än hennes systerfartygs. Kiso fick också regnskydd på sina två förliga skorstenar, vilket gav henne ett unikt utseende.

## Tjänstgöring

### Tidig tjänstgöring
Kiso färdigställdes den 4 maj 1921 vid Mitsubishi Heavy Industries Nagasaki-varv. Strax efter färdigställandet utrustades Kiso med både en förlig och en akterlig platt överbyggnad, med en roterande startplattform för sjöflygplan placerad akterut för experiment- och teständamål.
Kiso fick sedan i uppdrag att bevaka de japanska truppernas landstigningar i Sibirien under Japans sibiriska intervention mot Röda armén. Hon baserades därefter i Port Arthur och patrullerade den kinesiska kusten mellan Kwantung och Qingdao.
I februari 1929 var Kiso tillsammans med krigsfartyg från andra nationer stationerad i Zhifu för att förhindra utbrottet av pogromer mot utlänningar under krigsherreupproret i nordöstra Shandong.
Den 17 april 1939 avfyrade Kiso en salut med 21 kanoner när kryssaren USS Astoria anlände till Yokohama med kvarlevorna av Hiroshi Saito, den japanske ambassadören i USA, som hade dött under sitt uppdrag i Washington D.C.

### Operationer i nordliga vatten
Den 10 november 1941 tilldelades Kiso 21:a kryssardivisionen 5:e flottan under viceamiral Boshirō Hosogaya och målades i arktiskt kamouflage för operationer i nordliga vatten. Vid tidpunkten för attacken mot Pearl Harbor patrullerade Kiso i Kurilerna, och efter att ha fått skrovskador på grund av hårt väder tvingades hon återvända till Yokosuka för reparationer i slutet av året. Från januari till slutet av april 1942 återupptog Kiso patrullering i nordliga vatten, tillsammans med sitt systerfartyg Tama.
I april, efter Doolittleräden, var Kiso ett av många fartyg som skickades i en misslyckad förföljelse av US Navy Task Force 16 med hangarfartygen USS Hornet och Enterprise. Granater från Kisos huvudbatterier sänkte vaktbåtarna No. 26 Nanshin Maru och No. 1 Iwate Maru efter att dessa fartyg hade skadats av plan från Enterprise under Doolittleräden.
I maj 1942 följde Kiso med den ombyggda sjöflygplanstendern Kimikawa Maru på ett spaningsuppdrag till Kiska och Adak i Aleuterna. Uppdraget vid Adak var framgångsrikt, men Kiska skymdes av vädret. Den 28 maj 1942 deltog Kiso i slaget om Aleuterna, i "Operation AL" (erövringen av Attu och Kiska). Invasionsstyrkan landsatte trupper på Kiska den 7 juni 1942, med Kiso som täckmantel. Den 10 juni 1942 attackerades Kiso, flera andra fartyg och några jagare av sex B-24 Liberator-bombplan från USAAF utanför Kiskas kust. Kiso klarade sig utan skador. Den 14 juni 1942 attackerades Kiso av PBY Catalina flygbåtar, med ett antal nära missar. Kiso återvände säkert till Mutsubukten den 24 juni 1942.
Den 28 juni 1942 deltog Kiso och Tama i den andra förstärkningskonvojen till Kiska, patrullerade sedan sydväst om Kiska i väntan på en amerikansk motattack och återvände till Yokosukas marindistrikt den 16 juli 1942. Från den 16 juli till den 2 augusti 1942, efter ombyggnad i Yokosuka, återvände Kiso norrut för att patrullera runt Kiska och bevakade överföringen av Attu-garnisonen till Kiska den 20 augusti 1942 och återvände till Ōminato distriktet den 18 september 1942. Kiso fortsatte med en rad patrullerings- och försörjningsuppdrag till Kurilerna och Aleuterna från oktober till slutet av mars 1943.
Den 28 mars 1943 tog viceamiral Shiro Kawase över befälet över 5:e flottan. Kiso skickades till torrdocka den 4 april 1943 för en större ombyggnad, under vilken dess 900 mm strålkastare ersattes av tre 1 100 mm strålkastare. Två dubbelmonterade 25 mm luftvärnskanoner av typ 96 lades till på babord och styrbord sida ovanför de aktre torpedtuberna. Hon utrustades också med en luftspaningsradar av typ 21.
Den 11 maj 1943 skickades Kiso med jagarna Hatsushimo och Wakaba för att eskortera Kimikawa Maru som transporterade åtta Mitsubishi F1M2 ("Pete") spaningsflygplan och två Nakajima A6M2-N ("Rufe") jaktflygplan till Attu. Amerikanerna invaderade och återtog dock Attu samma dag och uppdraget ströks. Kiso skickades istället den 21 maj 1943 för att hjälpa till med evakueringen av de japanska styrkorna från Kiska. Efter flera försök på grund av dåligt väder lyckades Kiso evakuera 1 189 trupper från Kiska den 29 juli 1943. Fartyget fortsatte sin patrullering i området fram till slutet av augusti.

### Operationer i sydliga vatten
Den 15 september 1943 omplacerades Kiso söderut och transporterade trupper från Ponape, Karolinerna till Truk, med ankomst den 23 september 1943 och återkomst till Kure den 4 oktober 1943.
På samma sätt embarkerade Kiso och Tama trupper i Shanghai den 12 oktober 1943. Kiso undkom med nöd och näppe ubåten USS Grayback i Östkinesiska havet, men anlände säkert till Truk den 18 oktober 1943. Från Truk fick Kiso i uppdrag att transportera trupperna vidare till Rabaul i New Britain. Den 21 oktober 1943, 53 sjömil (85 km) från Cape St. George, attackerades kryssarna av RAAF Bristol Beaufort-bombplan från Guadalcanal. Kiso träffades direkt av en bomb på 113 kg. Skadorna var så allvarliga att man tvingades återvända till Maizuru för reparationer. Efter ankomsten till Maizuru den 10 november 1943 modifierades Kiso också genom att hennes två 14 cm kanonfästen togs bort och ersattes av dubbla 12,7 cm kanoner. Tre trippelmonterade och sex enkelmonterade typ 96 25 mm luftvärnskanoner installerades också, vilket gjorde att de totalt uppgick till 19 (3x3, 2x2, 6x1).
Efter att modifieringarna slutförts den 3 mars 1944 återvände Kiso till de norra vattnen för patrulluppdrag under de följande tre månaderna. Den 30 juni 1944 skickades dock Kiso och Tama från Yokosuka med förstärkningar från den kejserliga japanska armén till Ogasawaraöarna och återvände den 3 juli 1944. Kiso hölls sedan i Japanska innanhavet från den 10 augusti 1944 för utbildning och patrullering.
När invasionen av Leyte inleddes den 20 oktober 1944 beordrades Kiso söderut, men var fortfarande i Kure för att ta emot ammunition till viceamiral Kuritas flotta vid tiden för slaget utanför Samar den 25 oktober 1944. Efter att ha lämnat Sasebo med hangarfartyget Jun'yō och 30:a jagardivisionens Uzuki, Yūzuki och Akikaze upptäcktes Kiso 160 miles (260 km) väster om Cape Bolinao, Luzon, Filippinerna av ubåten USS Pintado. Pintado åtföljdes av ubåtarna Jallao och Atule och arbetade i nära samarbete med Haddock, Halibut och Tuna. Pintado avfyrade alla sina sex bogtorpeder, men en av de japanska jagarna kom mellan hangarfartyget och kryssarna och offrade sig själv.
Amiral Kuritas ammunition var lossad den 8 november 1944, varpå Kiso tillsammans med Jun'yō, kryssarna Tone, Haguro och Ashigara, 30:e jagardivisionens Uzuki och Yūzuki som följde slagskeppen Yamato, Kongō och Nagato, lätta kryssaren Yahagi med 17:e jagardivisionens Hamakaze, Isokaze och Yukikaze återvände mot Japan. Kiso, Jun'yō, Tone och 30:e jagardivisionen avdelades istället till Manila. Kiso blev flaggskepp för den 5:e flottan och ersatte Abukuma.
Den 13 november 1944 beordrades Kiso att återvända till Brunei samma kväll med viceamiral Kiyohide Shima, efter hot om amerikanska hangarfartygsattacker mot Luzon. Innan hon kunde segla till Brunei attackerades hon den 13 november under färd i Manilabukten av mer än 350 hangarfartygsplan från Task Force 38:s hangarfartygsgrupper 38.1 Hornet, Monterey och Cowpens, TG 38.3 Essex, Ticonderoga och Langley samt TG 38.4 Enterprise och San Jacinto. Tre bomber träffade Kiso på styrbordssidan - en i fören, en nära hennes pannrum och en nära hennes akterliga kanonfästen. Kiso sjönk på grunt vatten 13 kilometer väster om Cavite vid 14°35′N 120°50′E. Kapten Ryonosuke Imamura och 103 av besättningsmännen överlevde, men 715 besättningsmän gick under med fartyget.